# 리히텐슈타인 후세자 알로이스
리히텐슈타인 후세자 알로이스(Alois, Hereditary Prince of Liechtenstein, 1968년 6월 11일 ~ )는 리히텐슈타인 후국의 후세자이다. 리히텐슈타인 후작 한스아담 2세와 브히니츠와 테타우 백작부인 마리 킨스키의 3남 1녀 중 장남이다.

## 자녀
조피 인 바이에른 여공작과 결혼해서 슬하 3남 1녀를 두었다.
- 장남 요제프 벤첼
- 장녀 마리카롤리네
- 차남 게오르크
- 삼남 니콜라우스